# Vladislav Zhuk
Vladislav Zhuk (tiếng Belarus: Уладзіслаў Жук; tiếng Nga: Владислав Жук; sinh ngày 11 tháng 6 năm 1994) là một cầu thủ bóng đá Belarus. Tính đến năm 2018, anh thi đấu cho BATE Borisov.

## Danh hiệu
BATE Borisov
- Vô địch Siêu cúp bóng đá Belarus: 2017